# Flughafen Córdoba (Spanien)

i8
i11
i13
Der Flughafen Córdoba (spanisch Aeropuerto de Córdoba; IATA-Code: ODB, ICAO-Code: LEBA) ist ein Verkehrsflughafen in der Provinz Córdoba (Spanien) im Süden der iberischen Halbinsel. Er liegt etwa sieben Kilometer südwestlich der Stadt Córdoba in der Region Andalusien.

## Geschichte
Der heutige Flughafen ist der zweite nach dem Aeródromo de Turruñuelos, dessen Ursprünge man bis ins Jahr 1910 zurückverfolgen kann, als man im Mai dieses Jahres eine Fiesta de la Aviación feierte. Es befand sich westlich der Stadt an der Straße nach Casilla del Aire, ein kontinuierlicher Flugbetrieb begann jedoch erst in den 1930er Jahren. Der Flugplatz wurde während des Spanischen Bürgerkrieges militärisch genutzt, unter anderem auch durch die deutsche Legion Condor. 
In den 1950er Jahren begann der Bau des heutigen Flughafens, der am 25. Mai 1958 eingeweiht wurde. Die erste Flugverbindung nach Madrid nahm Aviaco jedoch erst im November des Jahres auf. Anfangs kam die De Havilland DH.114 Heron zum Einsatz, die später durch Douglas DC-3 abgelöst wurde. Der wirtschaftliche Erfolg der Verbindung blieb bescheiden. Später kamen Fokker F-27 und de Havilland Twin Otter zum Einsatz, bevor die Linie 1980 eingestellt wurde.
Im gleichen Jahr begann ein Ausbau des Terminals und 1995 wurden die Bahnen und Vorfeldflächen erweitert. Air Condal bediente in diesen Jahren wöchentlich Palma de Mallorca. Schon seit 2002 gab es Pläne die Start- und Landebahn auf eine Länge von 2500 nahezu zu verdoppeln.

## Bedeutung
Zeitweise wurden ab dem Flughafen Córdoba keine regelmäßigen Flugverbindungen angeboten; im Jahr 2013 betrug die Zahl der Passagiere lediglich 6.956. Derzeit führt Binter Canarias Flüge nach Gran Canaria durch. Alternativen für Flugreisende bestehen in den jeweils 140 km entfernten Flughäfen von Málaga und Sevilla; der ca. 210 km entfernte Flughafen Granada-Jaén ist ebenfalls eine Alternative. 
Konkurrenz macht dem Flughafen aber auch der in den letzten Jahren signifikant ausgebaute Hochgeschwindigkeits-Bahnverkehr (Fahrzeiten ab/bis Córdoba: Sevilla: 45 Minuten, Málaga 50 Minuten, Madrid 1h45).

## Flughafenanlagen

### Start- und Landebahn
Der Flughafen Córdoba verfügt über eine Start- und Landebahn. Sie trägt die Kennung 03/21, ist 2.241 Meter lang, 45 Meter breit und hat einen Belag aus Asphalt.

### Passagierterminal
Das Passagierterminal des Flughafens ist mit einem Flugsteig ausgestattet.

## Verkehrszahlen
| Jahr  | Fluggastaufkommen | Flugbewegungen |
| ----- | ----------------- | -------------- |
| 2024* | 8.629             | 15.052         |
| 2023  | 5.957             | 13.626         |
| 2022  | 3.310             | 11.937         |
| 2021  | 3.012             | 11.561         |
| 2020  | 7.884             | 8.312          |
| 2019  | 10.700            | 10.828         |
| 2018  | 8.254             | 7.697          |
| 2017  | 8.064             | 7.756          |
| 2016  | 7.636             | 7.349          |
| 2015  | 7.357             | 6.737          |
| 2014  | 6.598             | 6.580          |
| 2013  | 6.956             | 5.824          |
| 2012  | 9.844             | 6.358          |
| 2011  | 8.442             | 7.273          |
| 2010  | 7.852             | 7.095          |
| 2009  | 15.474            | 8.650          |
| 2008  | 22.230            | 9.604          |
| 2007  | 22.410            | 10.900         |
| 2006  | 19.557            | 9.221          |
| 2005  | 20.604            | 9.390          |
| 2004  | 19.328            | 8.791          |
| 2003  | 16.789            | 8.097          |
| 2002  | 18.109            | 9.085          |
| 2001  | 18.070            | 8.794          |
| 2000  | 14.755            | 7.221          |

* 2024: Vorläufige Daten